# 汪锜
汪錡（？—？），亦稱汪踦，春秋時魯國人，魯國公子公為之孌童，於魯哀公十一年時的齊國與魯戰爭中戰死。

## 生平
汪錡為魯國公子公為的孌童。齊魯交兵時期，汪錡與公為共乘戰車殺敵，一同戰死。
汪錡戰死時仍未成年，魯人欲以殤禮為其下葬。對此孔子認為汪錡乃為保衛國家而死，故葬禮不需究其是否成年。